# إيرني توشاك
إيرني توشاك (بالإنجليزية: Ernie Toshack)‏ (و. 1914 – 2003 م) هو لاعب كريكت أسترالي، ولد في كوبار ‏، توفي في Bobbin Head, New South Wales ‏، عن عمر يناهز 89 عاماً.